# القربان (مسلسل)
القربان مسلسل تلفزيوني سوري، أنتج وتم عرضه في عام 2014، من تأليف رامي كوسا وإخراج علاء الدين كوكش وبطولة رشيد عساف وعرضته قناة سوريا دراما.

## الشخصيات
- رشيد عساف بدور سالم القابض
- أمل عرفة بدور يارا
- سامر إسماعيل بدور رشيد
- علا باشا بدور أمل
- فايز قزق بدور هيثم
- وفاء موصللي بدور رغداء
- هيا مرعشلي بدور مي
- أحمد حامد بدور رامي
- شادي زيدان بدور يزن
- ندين تحسين بك بدور ندين
- حسام الشاه بدور نضال
- شادي مقرش بدور منار
- سامر عمران بدور الأستاذ عمر
- يزن السيد
- إمارات رزق بدور ميرفت
- مرام علي بدور لين
- علي إبراهيم بدور ورد
- كرم شعراني بدور صافي